# Dienstgradangleichung
Als Dienstgradangleichung wurde in der Zeit des Nationalsozialismus die Verleihung eines SS-Dienstgrades an Polizeibeamte verstanden, die bereits vorher SS-Angehörige waren oder sich im Laufe ihrer Karriere mit persönlichem Antrag um eine Aufnahme in die Schutzstaffel (SS) bewarben. Nach 1945 wurde lange fälschlich behauptet, der Eintritt in die SS und die nachfolgende Dienstgradangleichung seien unter Zwang und/oder ohne das Zutun der betroffenen Polizeibeamten erfolgt. Ebenso unrichtig ist die Darstellung, die Dienstgradangleichung sei Folge einer kollektiven Übernahme von Polizisten in die SS gewesen.
Es gab aber auch eine Dienstgradangleichung für Funktionäre in der SS-Administration, die in Führungsfunktionen der staatlichen Polizei gehievt und in Doppelfunktion tätig wurden. Sie erhielten einen ihrem SS-Rang entsprechende Polizeititel angehängt, wie z. B. der Chef des SS-SD Heydrich oder Kaltenbrunner, ebenso die seit 1938 etablierten Höheren SS- und Polizeiführer (HSSPF). Diese kamen fast ausschließlich aus dem SS-Bereich und wurden ab 1941 zu „Generälen der Polizei“ dienstangeglichen.

## Erstrebte personelle Verschmelzung von Polizei und SS
Am 17. Juni 1936 wurde der Reichsführer SS, Heinrich Himmler, in das neugeschaffene Amt des Chefs der Deutschen Polizei eingesetzt. In den folgenden Jahren war Himmler bestrebt, möglichst viele Angehörige der Ordnungspolizei (Schutzpolizei, Gendarmerie, Berufsfeuerwehr, ab 1938 Feuerschutzpolizei) sowie der Sicherheitspolizei (Kriminalpolizei und Gestapo) zum Eintritt in die SS zu bewegen. Ziel war, so ein Runderlass Himmlers vom 23. Juni 1938, die „Verschmelzung der Angehörigen der Deutschen Pol. mit der Schutzstaffel der NSDAP zu einem einheitlich ausgerichteten Staatsschutzkorps des Nationalsozialistischen Reiches“.
Die angestrebte Zusammenführung der staatlichen und der Partei-Polizei wurde auf dem Reichsparteitag 1938 demonstrativ zur Schau gestellt. Die uniformierte Ordnungspolizei marschierte beim „Tag der Braunen Armee“ zwischen der Allgemeinen SS und der SS-Verfügungstruppe.

### Unterschiedliche Aufnahmekriterien bei Ordnungs- und Sicherheitspolizei
Ein Runderlass Himmlers vom 18. Januar 1938 beschränkte vorerst die Zahl der uniformierten Angehörigen der Ordnungspolizei, die um eine Aufnahme in die SS ersuchen konnten, auf den Kreis der „Alten Kämpfer“ – also jene Beamten, die vor dem 30. Januar 1933 (Tag der NS-Machtübernahme) bereits Mitglied der NSDAP oder einer ihrer Gliederungen (SA, NSKK, HJ) oder Förderndes Mitglied der SS gewesen waren. Nach dem „Anschluss“ Österreichs im März 1938 konnten auch Ordnungspolizisten um Aufnahme in die SS ersuchen, die am Einmarsch beteiligt gewesen waren.
Weitaus intensiver betrieb Himmler die Aufnahme von Angehörigen der Sicherheitspolizei (Kriminalpolizei, Gestapo) in die SS, deren Chef Reinhard Heydrich seit 1936 in Personalunion der Chef des SS Geheimdienst (SD) war. In einem Runderlass vom 23. Juni 1938 verzichtete er auf das Kriterium des „Alten Kämpfers“, stattdessen genügte eine Dienstfrist von drei Jahren in der Sicherheitspolizei ab dem Zeitpunkt, an dem Himmler Politischer Polizeikommandeur in dem jeweiligen Land geworden war. Das war ihm in den 17 Ländern des Deutschen Reichs schrittweise gelungen, zuerst im April 1933, in Bayern (Bayerische Politische Polizei), zuletzt im November 1934, in Schaumburg-Lippe.
Als die beiden Bereiche (Sicherheitspolizei und SS-SD) 1939 organisatorisch im Reichssicherheitshauptamt zusammengelegt wurden, gab es eine Mehrheit an SS-Angehörigen – entweder bereits aus dem SD-Bereich kommend oder über Beantragung der Aufnahme in die SS.
Auch hohe Beamte der Verwaltungsbehörden, die mit Polizeiangelegenheiten befasst waren, waren Ziel von Himmlers „Anwerbeversuchen“. Dazu zählten die Polizeichefs der Mittelstädte (Polizeidirektoren) sowie der Großstädte (Polizeipräsidenten), die nach ihrem Eintritt in die SS als SS-Obersturmbannführer bzw. als Standarten-, Ober- oder Brigadeführer eingestuft werden sollten (abhängig von der Gemeindegröße und der Zahl der unterstellten Polizeikräfte).

### Aufweichung der SS-Aufnahmekriterien bei Ordnungspolizei
In einem Runderlass vom 4. März 1938 äußerte Himmler die Erwartung, dass Angehörige der uniformierten Ordnungspolizei, die bereits der SA, dem NSKK oder der HJ angehörten, nun auch zur SS überträten. Dieser Aufforderung scheint nicht in gewünschtem Maße entsprochen worden zu sein, denn im Dezember wies ein Runderlass nochmals auf das nahende Ende der Antragsfrist zum 31. Januar 1939 hin.
In der Annahme, die Maßstäbe zur Aufnahme in die SS seien zu streng angelegt, wurden die Kriterien aufgeweicht. So konnten ab 16. Juni 1938 Ordnungspolizisten unter „Außerachtlassung der Größe und des Alters“ in die SS aufgenommen werden. Der sogenannte „Nachweis der arischen Abstammung“ war nur noch bis einschließlich der Großeltern zu erbringen, und nicht, wie bei der SS, bis zum Jahr 1800 (Mannschaften) bzw. 1750 (Führer). Im März 1940 verfügte Rudolf Heß in seiner Eigenschaft als Stellvertreter des Führers (in der NSDAP), dass zukünftig Angehörige der uniformierten Vollzugspolizei nicht mehr der SA oder dem NSKK angehören durften, sie wurden „einvernehmlich“ (!) in die SS überführt, wechselten somit in die SS.
Mit Erlass vom 12. November 1940 wurde der Aufnahmekreis für Angehörige der Ordnungspolizei nochmals erweitert: Die Aufnahme in die SS wurde generell allen Teilnehmern der SS-Polizei-Division im Feldeinsatz, den Trägern von aktuell erworbenen Kriegsauszeichnungen und allen nach dem 1. Juli 1940 zu Offizieren der Ordnungspolizei beförderten Beamten angeboten, zudem auch den 26.000 ungedienten Wehrpflichtigen, die 1940 auf Basis des Erlasses des Reichsministers vom 11. Oktober 1939 aufgenommenen wurden („nach sechsmonatiger Bewährung in Polizei-Ausbildungs-Bataillonen“). Auch dieser Aufruf zum Eintritt in die SS führte offensichtlich – trotz erwartbarer Bevorzugung bei Beförderungen – nicht zum erwünschten Erfolg. Im Sommer 1942 wurde das Angebot nochmals erneuert.

### Rückkehr zu schärferen Aufnahmebestimmungen 1943
In einem Schreiben an Ernst Kaltenbrunner wünschte Himmler am 24. April 1943 die Aufnahme eines Beamten der Sicherheitspolizei nur dann, wenn er sich „wirklich freiwillig meldet“ und „bei der Anlegung eines scharfen friedensmäßigen Maßstabes rassisch und weltanschaulich in die SS paßt“.

### Umsetzung der Dienstgradangleichung in der Praxis
Ein bereits Angehöriger der SS stieg nach Eintritt in die Polizei bei jeder Beförderungen jeweils auch im SS-Rang auf – angepasst an den Polizeidienstgrad. Ebenso erhielt ein Polizeiangehöriger, der sich erst nach seinem Eintritt in die Polizei um einen Eintritt in die SS bewarb, automatisch den entsprechenden SS-Rang.  Der jeweils erreichte Dienstgrad in der Ordnungspolizei oder Sicherheitspolizei wurde automatisch dem jeweiligen SS-Rang formell angeglichen, der Beitritt (Übernahme) von Polizeibeamten in die SS erfolgte jedoch individuell: Jeder musste eigenhändig einen Antrag stellen, es gab ein Bewerbungs- und Aufnahmeverfahren unter Beteiligung des Bewerbers mit weltanschaulicher Überprüfung auf Zuverlässigkeit als Nationalsozialist. Zumindest zeitweise scheint Druck auf Polizisten ausgeübt worden zu sein, sich um eine SS-Mitgliedschaft zu bewerben. Es konnte niemand gezwungen werden, allerdings wussten alle aufgrund der damaligen Praxis, dass nur bei einem Beitritt größere Beförderungen und bessere Posten möglich waren.
Der verliehene nominelle SS-Dienstgrad entsprach mit wenigen Ausnahmen dem entsprechenden Polizei-Dienstgrad. Beamte, die bereits vor dem Eintritt in die Polizei Mitglied der SS gewesen waren und dort einen höheren Rang bekleideten als in der Polizei, behielten ihren bis dahin in einer SS-Standarte oder einem SS-Amt erreichten SS-Rang. Analog galt diese Regelung beim Übertritt vormaliger Mitglieder von SA und NSKK zur SS. Seit Sommer 1942 galt für Angehörige der Sicherheitspolizei (Kriminalpolizei, Gestapo), dass sie bis zu einem entsprechenden SS-Dienstgrad befördert werden konnten, aber nicht mehr dazu befördert werden mussten.
Beamte der uniformierten Ordnungspolizei konnten bei Genehmigung seit Mai 1937 ihre SS-Angehörigkeit durch aufgenähte SS-Sigrunen unterhalb der linken Brusttasche zeigen, ab 1940 brauchte es dafür keine eigene Erlaubnis mehr. Beamte der Sicherheitspolizei (Gestapo, Kriminalpolizei) traten in Zivilkleidung auf, sie wurden nach ihrem Eintritt in die SS dem Sicherheitsdienst des Reichsführers SS (SD) zugeteilt und trugen die SD-Uniform. Im auswärtigen Dienst (Kriegseinsatz) mussten allerdings auch jene Beamten der Kriminalpolizei und Gestapo eine Uniform tragen, die keine SS-Angehörigen waren (SS-Uniform mit leerem rechten Kragenspiegel und aufgenähtem SD am linken Unterarm).

## Legendenbildung nach 1945
Nach 1945 behaupteten viele Polizisten, sie seien zum Eintritt in die SS gezwungen worden, einen SS-Dienstgrad hätten sie ohne eigenes Zutun erhalten. Diese Behauptung wurde für die Ordnungspolizei erstmals von Generalleutnant der Polizei und (angeglichener) SS-Gruppenführer Adolf von Bomhard in einer Zeugenaussage im Nürnberger Prozess aufgestellt. Otto Hellwig, vor 1945 Höherer SS- und Polizeiführer, verfasste während der Internierung im Januar 1948 eine (wahrheitswidrige) eidesstattliche Erklärung, wonach Dienstgradangleichungen nicht auf Antrag, sondern ohne Befragung automatisch durchgeführt worden seien. Diese Erklärung wurde von einer Vielzahl von Polizeibeamten benutzt, so auch von Paul Dickopf, der von 1965 bis 1971 Präsident des westdeutschen Bundeskriminalamtes war.
Im September 1950 wandte sich der frühere Generalmajor der Ordnungspolizei Rudolf Mueller, an Bundesinnenminister Heinemann, um für die Übernahme ehemaliger Polizeibeamter in die neugebildete Bereitschaftspolizei zu werben: Aus Muellers Sicht hatten die Polizeioffiziere ihren „SS-Titel ohne ihr Zutun angenommen […], denn eine Weigerung hätte die Beseitigung des betreffenden Offiziers, Konzentrationslager und Anwendung der Sippenhaft nach sich gezogen.“ Eine Legendenbildung, die nicht der Wahrheit entsprach, aber in der BRD lange Zeit generell übernommen wurde. Als am 6. März 1963 die nationalsozialistische Vergangenheit des BKA-Beamten Theo Saevecke Gegenstand einer Fragestunde im Deutschen Bundestag war, erklärte Bundesinnenminister Hermann Höcherl unter Berufung auf ein Entnazifizierungsverfahren, „dass die SS-Zugehörigkeit von Saevecke als unfreiwillige Dienstgradangleichung zu werten sei.“

## Bewertung
Himmlers Erlasse und Äußerungen waren in ihrem Kern äußerst widersprüchlich: Einerseits sollte eine möglichst hohe Anzahl von Polizisten der SS beitreten. Dem stand andererseits der elitäre Anspruch der SS entgegen, die sich als Auslese nach nationalsozialistischen Vorstellungen verstand. Der von Himmler behauptete Grundsatz, der Eintritt in die SS basiere auf Freiwilligkeit, wurde nicht durchbrochen, auch wenn angegeben wird, dass auf Angehörige der Kriminalpolizei, auf höhere Offiziere der Ordnungspolizei und auf höhere Verwaltungsbeamte, die mit Polizeiangelegenheiten betraut waren, erheblicher Druck ausgeübt worden sei, um sie zu einem Eintritt in die SS zu bewegen. Nicht den Antrag zu stellen, bedeutete jedoch Verzicht auf Karriere. Es stand jedem frei, sich zu entscheiden.
Die nach dem Krieg getätigten Aussagen von Polizeibeamten, ohne eigenes Zutun oder Wissen in die SS aufgenommen worden zu sein, entlarvte Hans Buchheim vom Institut für Zeitgeschichte als Schutzbehauptungen, als er im September 1960 in einem Gutachten Quellen aus der Zeit des Nationalsozialismus auswertete. Der Eintritt in die SS sei zwar in Einzelfällen tatsächlich unter Druck erfolgt, sei aber jeweils freiwillig geschehen. Es gab keine Aufnahme ohne Zutun des betreffenden Beamten, jeder musste das Beitrittsgesuch persönlich unterschreiben. Der Hinweis auf die „automatische Angleichung“ diente der Verschleierung dieses Umstands und sollte NS-belasteten Beamten, die zumeist auch eine stattliche Karriere im NS-Staat machten, die Wiederaufnahme oder Fortsetzung ihrer Polizeikarrieren in der jungen Bundesrepublik erleichtern oder ermöglichen. Und dies war dann leider auch häufig der Fall.
Obwohl bekanntermaßen eine Karriereförderung zu erwarten war, kamen viele Himmlers mehrfachen Aufrufen, der SS beizutreten, nicht nach – vor allem nicht bei der Ordnungspolizei und vor allem nicht in den unteren Rängen. Aber auch bei den Offizieren waren nach einer Übersicht des Chef der Ordnungspolizei von Anfang 1942 nur ca. 30 % SS-Angehörige, vor allem jüngere Offiziere waren mehrheitlich bereits SS-Angehörige. Über die individuellen Motive der Weigerung kann nur spekuliert werden. Möglich wären etwa eine innere ideologische Distanz zum NS-Regime, aber auch persönliche Bequemlichkeit und der Unwillen, sich über das beruflich und privat notwendige Maß hinaus im NS-Staat zu engagieren. Und jene, die bereits Mitglieder von SA und NSKK waren, fürchteten vermutlich, ihren bisherigen außerdienstlichen Kameradenkreis zu verlieren – und damit ein im NS-Staat wichtiges privates und berufliches Netzwerk („Seilschaft“).

## Übersicht der Dienstgrade von SS und Ordnungspolizei
| Schutzstaffel                                       | Schutzpolizei (Schupo) u. Feuerschutzpolizei (1935/38–1941) | Schutzpolizei u. Feuerschutzpolizei (1941–1945)                                                                                        | Polizeiverwaltung (1944)                                                               | Sicherheitspolizei (Sipo; Gestapo und Kriminalpolizei) (1942)                                               |
| --------------------------------------------------- | --- | --- | -------------------------------------------------------------------------------------- | --- |
| SS-Führer und Polizeioffiziere                      | | |                                                                                        | |
| Reichsführer SS und Chef der Deutschen Polizei      | | |                                                                                        | |
| SS-Oberst-Gruppenführer (seit 1942)                 | – | Generaloberst der Polizei | –                                                                                      | – |
| SS-Obergruppenführer                                | General der Polizei | General der Polizei | Polizeipräsident (nur in Berlin, seit 1944)                                            | – |
| SS-Gruppenführer                                    | Generalleutnant der Polizei | Generalleutnant der Polizei | Ministerialdirektor Polizeipräsident (Rang u. a. abhängig von Gemeindegröße)           | Reichskriminaldirektor (Funktion, kein Rang. Amtsinhaber 1937–1944 Arthur Nebe, seit 1941 SS-Gruppenführer) |
| SS-Brigadeführer                                    | Generalmajor der Polizei | Generalmajor der Polizei | Ministerialdirigent Ministerialrat (in Sonderstellung) Polizeipräsident                | – |
| SS-Oberführer                                       | Oberst der Polizei | Oberst der Polizei | Ministerialrat Polizeipräsident                                                        | Reichskriminaldirektor (Amtsinhaber 1944/45 SS-Oberführer Friedrich Panzinger)                              |
| SS-Standartenführer                                 | Oberst der Schutzpolizei Oberst der Gendarmerie Oberst der Feuerschutzpolizei | Oberst der Schutzpolizei Oberst der Gendarmerie Oberst der Feuerschutzpolizei                                                          | Polizeipräsident Ministerialrat                                                        | Regierungs- und Kriminaldirektor                                                                            |
| SS-Obersturmbannführer                              | Oberstleutnant | Oberstleutnant | Polizeivizepräsident Polizeidirektor mit über 15 Dienstjahren                          | Oberregierungs- und Kriminalrat                                                                             |
| SS-Sturmbannführer                                  | Major | Major | Polizeidirektor Polizeirat mit über 15 Dienstjahren                                    | Regierungs- und Kriminalrat Kriminaldirektor Kriminalrat mit über 15 Dienstjahren                           |
| SS-Hauptsturmführer                                 | Hauptmann | Hauptmann Revierhauptmann (seit 1940, vorher Schutzpolizeioberinspektor oder Schutzpolizeiinspektor mit über 5 Jahren im Dienstgrad)   | Regierungsassessor Polizeirat Polizeioberinspektor                                     | Kriminalrat Kriminalkommissar mit über 15 Dienstjahren                                                      |
| SS-Obersturmführer                                  | Oberleutnant | Oberleutnant Revieroberleutnant (seit 1940, vorher Schutzpolizeiinspektor)                                                             | Polizeiinspektor Polizeiobersekretär                                                   | Kriminalkommissar Kriminalinspektor                                                                         |
| SS-Untersturmführer                                 | Leutnant | Leutnant Revierleutnant (seit 1940, vorher Obermeister)                                                                                | Polizeiobersekretär                                                                    | Kriminalkommissar zur Probe Hilfskriminalkommissar Kriminalobersekretär                                     |
| Unterführer                                         | | |                                                                                        | |
| SS-Untersturmführer SS-Sturmscharführer (seit 1938) | Schutzpolizeioberinspektor Schutzpolizeinspektor Obermeister ab 16.4.1935 auch Meister                                                                                                | Meister | Polizeisekretär                                                                        | Kriminalsekretär                                                                                            |
| SS-Hauptscharführer bzw. SS-Standartenoberjunker    | bis 16.4.1935: Meister ab 16.4.1935: Hauptwachtmeister bzw. Oberjunker | Hauptwachtmeister bzw. Oberjunker | Polizeioberassistent Polizeioberassistent zur Probe (z. P.) Polizeiinspektorenanwärter | Krminaloberassistent Kriminaloberassistent zur Probe (z. P.) Kriminalkommissaranwärter                      |
| SS-Oberscharführer                                  | bis 16.4.1935: Hauptwachtmeister ab 16.4.1935: Revieroberwachtmeister (Schupo) Bezirksoberwachtmeister (Gendarmerie, Feuerschutzpolizei) Zugwachtmeister (kasernierte Bereitschaften) | Revieroberwachtmeister (Schupo) Bezirksoberwachtmeister (Gendarmerie, Feuerschutzpolizei) Zugwachtmeister (kasernierte Bereitschaften) | Polizeiassistent Polizeiassistent z. P. Polizeiinspektorenanwärter                     | Kriminalassistent Kriminalassistent z. P. Kriminalkommissaranwärter                                         |
| SS-Scharführer bzw. SS-Standartenjunker             | - | Oberwachtmeister bzw. Junker | außerplanmäßiger (a. pl.) Polizeiassistent Polizeiinspektorenanwärter                  | außerplanmäßiger (a. pl.) Kriminalassistent Kriminalkommissaranwärter                                       |
| SS-Unterscharführer                                 | Oberwachtmeister bzw. Junker | Wachtmeister | Polizeiinspektorenanwärter Polizeiassistenanwärter                                     | Kriminalkommissaranwärter Kriminalassistenanwärter                                                          |
| Männer                                              | | |                                                                                        | |
| SS-Rottenführer                                     | Wachtmeister über 4 Dienstjahren | Rottwachtmeister | Polizeiinspektorenanwärter Polizeiassistenanwärter                                     | Kriminalkommissaranwärter Kriminalassistenanwärter                                                          |
| SS-Sturmmann                                        | Wachtmeister unter 4 Dienstjahren | Unterwachtmeister | Polizeiinspektorenanwärter Polizeiassistenanwärter                                     | Kriminalkommissaranwärter Kriminalassistenanwärter                                                          |
| SS-Mann                                             | - | Polizeianwärter (nach sechs Monaten)                                                                                                   | Polizeiinspektorenanwärter Polizeiassistenanwärter                                     | Kriminalkommissaranwärter Kriminalassistenanwärter                                                          |
| SS-Anwärter                                         | - | Polizeianwärter | -                                                                                      | - |

Zum Vergleich siehe auch die Übersicht über die Dienstränge der militärisch und paramilitärisch organisierten Verbände im Dritten Reich.
Die Feuerschutzpolizei (auch: Feuerlöschpolizei) wurde 1938 aus den Berufsfeuerwehren gebildet (nicht aber aus den Freiwillige Feuerwehren und Betriebsfeuerwehren). Seit August 1940 führte sie die Dienstgrade der Schutzpolizei, aber mit der Dienstzweigbenennung der Feuerschutzpolizei. Nach demselben Prinzip verfuhren die beiden anderen Organisationseinheiten (Schutzpolizei, Gendarmerie) der Ordnungspolizei, bis einschließlich Oberst. Die Dienstgrade lauteten beispielsweise Wachtmeister der Gendarmerie, Bezirkshauptmann der Feuerschutzpolizei oder Oberst der Schutzpolizei. Ein Oberst mit dem Rang eines SS-Oberführers titelte dagegen Oberst der Polizei, dienstzweigübergreifend wie die Polizeigenerale.
Polizeimeister, Polizeisekretäre und Kriminalsekretäre, die in die Allgemeine SS eintraten, hatten erst seit 1938 ein Äquivalent im neugeschaffenen SS-Unterführerdienstgrad Sturmscharführer. Dennoch wurden sie im Zuge der Dienstgradangleichung noch bis 1943 noch als SS-Untersturmführer eingestuft. Sie blieben jedoch Polizei-Unterführer. Ab 1943 wurden neu in die SS eintretende Polizeisekretäre als SS-Sturmscharführer eingereiht. Bei Meistern und Kriminalsekretären war dies vermutlich schon vorher der Fall gewesen. Analog verhielt es sich mit den Polizeiobersekretären, die zunächst als SS-Obersturmführer, seit 1943 aber, wie bereits die Obermeister und Kriminalobersekretäre, als SS-Untersturmführer eingestuft wurden.
Die Bezeichnung Junker stellte nicht nur einen mit dem Oberwachtmeister rangierenden Dienstgrad der Polizei-Offiziersanwärter dar, sondern kennzeichnete generell jeden Polizisten, der neu in einen entsprechenden Ausbildungskurs eintrat. So findet sich mindestens eine Urkunde, mit der ein „Polizei-Revieroberwachtmeister“ (sic, wörtliche Übernahme) zum Junker der Schutzpolizei ernannt wird. Dabei handelte es sich offensichtlich um einen bereits längergedienten Polizeibeamten, der eine Offiziersausbildung an einer der beiden dazu bestimmten Polizeischulen (Berlin-Köpenick, Fürstenfeldbruck) begann.
Die Schutzpolizeiinspektoren und der Schutzpolizeioberinspektoren waren von den Polizeiinspektoren und Polizeioberinspektoren der Polizeiverwaltung zu unterscheiden und ihnen nachgeordnet. Die jeweilige Ranggleichheit wurde im Januar 1940 hergestellt, mit Ernennung der Ersteren zu Revier- bzw. Bezirksoffizieren.
Auffällig ist die teilweise unterschiedliche Hierarchisierung ähnlich klingender Dienstgrade der Polizeiverwaltung (Verwaltungspolizei) und der Kriminalpolizei. Zum Beispiel rangierte der Polizeidirektor mit dem Oberstleutnant, der Kriminaldirektor jedoch mit dem Hauptmann. Der Polizeiinspektor (Hauptmann) stand über dem Polizeikommissar (Oberleutnant), der Kriminalkommissar (Hauptmann) aber über dem Kriminalinspektor. Bis 1943 wurde dies allerdings harmonisiert.